# Jackson Cole
Jackson Cole är en pseudonym för ett antal västernförfattare som skrev för det amerikanska tidningsförlaget Better Publications (senare Standard Magazines). Namnet användes bland annat för författaren bakom romanerna om karaktärerna Walt Slade och Jim Hatfield. De verkliga författarna var Alexander Leslie Scott, Peter B. Germano och Tom Curry.